# Garrett Raboin
Garrett Raboin, född 27 mars 1985 i Detroit Lakes, Minnesota, är en amerikansk före detta professionell ishockeyspelare som sedan 2012 är assisterande tränare för laget Huskies som representerar St. Cloud State University i NCAA.
Raboin studerade vid St. Cloud State University och började spela universitetshockey i NCAA säsongen 2006/2007. Han blev kvar i laget till säsongen 2009/2010. Följande säsong skrev han kontrakt för TPS Åbo där han även inledde säsongen 2011/2012, vilken han avslutade i Lørenskog IK i GET-ligaen.

## Klubbar
- Lincoln Stars 2003–2006
- St. Cloud State University 2006–2010
- TPS Åbo 2010–011
- Lørenskog IK 2011–2012